# Ореховка (Нижегородская область)
Ореховка — посёлок в городском округе город Выкса Нижегородской области России, входящий в административно-территориальное образование Новодмитриевский сельсовет. Население — 5 (2010) чел.

## Общая физико-географическая характеристика
Географическое положение
По автомобильным дорогам расстояние до областного центра — города Нижнего Новгорода — составляет 230 км, до окружного центра — города Выксы — 29 км. В западной части посёлка протекает река Кошмар и находится Ореховский пруд. Абсолютная высота — 145 метров над уровнем моря.
Часовой пояс
Ореховка, как и вся Нижегородская область, находится в часовой зоне МСК (московское время). Смещение применяемого времени относительно UTC составляет +3:00.

## Население
| 1999 | 2002 | 2010 |
| ---- | ---- | ---- |
| 14   | ↘13  | ↘5   |

Национальный состав
Согласно результатам переписи 2002 года, в национальной структуре населения русские составляли  100 % из 13 человек.